# オリュベン人
- オリベンス人

オリュベン人（オリュベンじん、英：Olyuben, 露：Олюбенцы）は、ロシア・インディギルカ川下流に沿って居住したユカギール人の一派。現在は存在していない。

## 概要
ツンドラ・ユカギールの一派で、ロシアの開拓者と接触した際に、部族はМорлеとБурулгаという兄弟の王子によって率いられていた。
17世紀後半に天然痘の流行によって滅びた。